# Pauli (Mondkrater)
Pauli  ist ein Mondkrater in der südlichen Hemisphäre, auf der Mondrückseite.
| Buchstabe | Position            | Durchmesser | Link |
| --------- | ------------------- | ----------- | ---- |
| E         | 44,39° S, 142,28° O | 25 km       |      |

Der Krater wurde von der IAU nach dem Physiker Wolfgang Pauli offiziell benannt.